# راگنیتس
راگنیتس (به آلمانی: Ragnitz) یک منطقهٔ مسکونی در اتریش است که در لیبنیتس واقع شده‌است. راگنیتس ۲۰٫۷۷ کیلومتر مربع مساحت دارد ۲۸۱ متر بالاتر از سطح دریا واقع شده‌است.